# Sokorbe
Sokorbe è un comune rurale del Niger facente parte del dipartimento di Loga nella regione di Dosso.